# 紅斑樸麗魚
紅斑樸麗魚，為輻鰭魚綱鱸形目隆頭魚亞目慈鯛科的其中一種，被IUCN列為瀕為保育類動物，分布於非洲盧安達Bulera及Ruhondo湖流域，棲息深度9-30公尺，體長可達10.3公分，棲息在中底層水域，生活習性不明。

## 擴展閱讀
維基物種上的相關：紅斑樸麗魚